# Chörten commémoratif de Thimphou
 (avril 2023).
Le Memorial chörten aussi appelé le chörten de Thimphou est un chörten situé à Thimphou, Bhoutan, sur Doeboom Lam dans la partie sud du centre ville, près du rond-point principal et de l'hôpital militaire indien.

## Référence
1. ↑  Russell B. Carpenter et Blyth C. Carpenter, The Blessings of Bhutan  University of Hawaii Press. p. 142, 2002